# WTA-toernooi van Montpellier
Het WTA-toernooi van Montpellier was een eenmalig tennistoernooi voor vrouwen dat van 11 tot en met 17 oktober 1993 plaatsvond in de Franse stad Montpellier. De officiële naam van het toernooi was Open Languedoc-Roussillon.
De WTA organiseerde het toernooi, dat in de categorie "Tier IV" viel en werd gespeeld op tapijt-binnenbanen.
Er werd door 32 deelneemsters gestreden om de titel in het enkelspel, en door 16 paren om de dubbelspeltitel. Aan het kwalificatietoernooi voor het enkelspel namen 32 speelsters deel, met vier plaatsen in het hoofdtoernooi te vergeven.
De Belgische Dominique Monami speelde de finale zowel in het enkel- als in het dubbelspel.

## Finales

### Enkelspel
| datum†     | winnares           | verliezend finaliste | score    |
| ---------- | ------------------ | -------------------- | -------- |
| 1993-10-11 | Jelena Lichovtseva | Dominique Monami     | 6-3, 6-4 |

† De datum komt overeen met de eerste toernooidag.

### Dubbelspel
| jaar | winnaressen                     | verliezend finalistes             | score    |
| ---- | ------------------------------- | --------------------------------- | -------- |
| 1993 | Meredith McGrath Claudia Porwik | Janette Husárová Dominique Monami | 6-0, 6-0 |

## Bron
- (en)  Toernooischema WTA

ITF-toernooien (mannen en vrouwen)

ATP-toernooien (mannen) – ATP-seizoen 2025

WTA-toernooien (vrouwen) – WTA-seizoen 2025

Voormalige toernooien mannen
Voormalige toernooien vrouwen
Voormalige amateurtoernooien